# NGC 1193
NGC 1193 is een open sterrenhoop in het sterrenbeeld Perseus. Het hemelobject werd op 24 oktober 1786 ontdekt door de Duits-Britse astronoom William Herschel.

## Synoniemen
- OCL 390